# Newmont Corporation
Newmont Corporation – największe na świecie przedsiębiorstwo zajmujące się wydobyciem złota.
Posiada kopalnie w Nevadzie, Kolorado, Ontario, Quebec, Meksyku, Dominikanie, Australii, Ghanie, Argentynie, Peru oraz Surinamie. Spółka wydobywa również miedź, srebro, cynk i ołów.
Wchodzi w skład indeksu S&P 500.